# 韋斯特馬克 (內布拉斯加州)
韋斯特馬克（英語：Westmark）是位於美國內布拉斯加州費爾普斯縣的非建制地區。

## 歷史
韋斯特馬克的郵局於1879年設立，其後於1903年停運。

## 地理
韋斯特馬克所處的海拔為高於海平面731米（即2398英呎），而該地所採用的時區為UTC-6，即北美中部时区（CST）。同時該地設有夏令時間，為UTC-6調快一小時，即UTC-5（CDT）。